# Treis an der Lumda
Treis an der Lumda ist ein Stadtteil von Staufenberg im mittelhessischen Landkreis Gießen.  Der Ort liegt an beiden Ufern der Lumda am Hang des Totenberges und bildet topographisch im Lumdatal die Talenge. In West-Ost-Richtung verläuft die Landesstraße 3146 durch den Ort.

## Ortsgeschichte

### Vor- und Frühgeschichte
Die Gegend um Treis war schon sehr früh besiedelt; das beweisen Siedlungsplätze der Altsteinzeit unter Abris von Quarzitfelsen.

### Mittelalter
Die Ersterwähnung des Ortes erfolgte im Jahr 1237: „... harum villarum ... Kircperg, Treyse et Lundorf“. (derer Dörfer Kirchberg, Treis und Londorf). Hier wird die Siedlungsform villa für Treis genannt. 1237 ist das Gericht Treis im Besitz derer von Merenberg. Der Ort war ausgenommen vom Verkauf der Mergenberger Grafschaft Ruchesloh.
1267 heißt es in einer Urkunde, die am 16. Dezember dieses Jahres ausgestellt wurde: „... bona nostra sita in Treyse juxta Luonam“. (Unser Gut gelegen in Treis neben Londorf.) In einem Kopiar, welches um 1400 bis 1425 erstellt wurde, heißt es: „... Sedes in Treysa prope Nordeckin“. (Sitze in Treis bei Nordeck). Diese Nennung datiert auf die Zeit um 1300.
Der Deutscher Orden Marburg bezog 1375 Zinsrenten von Gütern und einer Mühle zu Treis an der Lumda.
Durch Heirat gelangte Treis 1328 an die Grafen von Nassau. 1371 belehnte der Landgraf Heinrich II. von Hessen die Familie von Trohe mit einem Drittel des Gerichts zu Treis.
1478 wird die Lage des Ortes mit „... zcu Treiße an uff der Lomme gelegen“ angegeben.
Der Ortsname wurde seit dem 13. Jahrhundert zur Unterscheidung von anderen Orten ergänzt durch den Gewässernamen Lumda, aber auch mit dem Hinweis auf die benachbarte Burg Nordeck. Es ist deshalb in „Trais“ ein Gewässername zu sehen, wie er auch in den Ortsnamen Trais-Horloff und Trais-Münzenberg vorliegt.

### Neuzeit
Treis gehörte seit Anfang des 19. Jahrhunderts zum Kurfürstentum Hessen. Dieses unterlag als Verbündeter Österreichs 1866 im Preußisch-Österreichischen Krieg dem Königreich Preußen und wurde daraufhin von Preußen annektiert. Treis wurde allerdings bald darauf im Friedensvertrag vom 3. September 1866 von Preußen an das Großherzogtum Hessen(-Darmstadt) abgetreten.
Hessische Gebietsreform (1970–1977)
Im Zuge der Gebietsreform in Hessen wurde die bis dahin selbstständige Gemeinde Treis an der Lumda kraft Landesgesetz zum 1. Juli 1974 mit der Stadt Staufenberg und den Gemeinden Mainzlar und Daubringen  zur neuen Stadt Staufenberg zusammengeschlossen. Für Treis an der Lumda wurde ein Ortsbezirk eingerichtet.

### Verwaltungsgeschichte im Überblick
Die folgende Liste zeigt die Staaten und Verwaltungseinheiten, denen Treis an der Lumda angehört(e):
- 1237: Heiliges Römisches Reich, Grafschaft Ruchesloh, (14. Jahrhundert und später: Gericht Treis)
- 1577: Heiliges Römisches Reich, Landgrafschaft Hessen, Adliges Dorf im Amt Allendorf/Lumba
- ab 1648: Heiliges Römisches Reich, Landgrafschaft Hessen-Kassel, Amt Marburg
- ab 1786: Heiliges Römisches Reich, Landgrafschaft Hessen-Kassel, Amt Treis an der Lumbda
- ab 1806: Landgrafschaft Hessen-Kassel, Amt Treis an der Lumbda
- 1807–1813: Königreich Westphalen, Departement der Werra, Distrikt Marburg, Kanton Ebsdorf
- ab 1815: Kurfürstentum Hessen, Amt Treis an der Lumbda[17]
- ab 1821: Kurfürstentum Hessen, Provinz Oberhessen, Kreis Marburg[18][Anm. 2]
- ab 1848: Kurfürstentum Hessen, Bezirk Marburg
- ab 1851: Kurfürstentum Hessen, Provinz Oberhessen, Kreis Marburg
- ab 1867: Norddeutscher Bund[Anm. 3], Großherzogtum Hessen, Provinz Oberhessen, Kreis Gießen
- ab 1871: Deutsches Reich, Großherzogtum Hessen, Provinz Oberhessen, Kreis Gießen
- ab 1918: Deutsches Reich, Volksstaat Hessen, Provinz Oberhessen, Kreis Gießen
- ab 1938: Deutsches Reich, Volksstaat Hessen, Landkreis Gießen[19][Anm. 4]
- ab 1945: Amerikanische Besatzungszone, Groß-Hessen, Regierungsbezirk Darmstadt, Landkreis Gießen
- ab 1946: Amerikanische Besatzungszone, Hessen, Regierungsbezirk Darmstadt, Landkreis Gießen
- ab 1949: Bundesrepublik Deutschland, Hessen, Regierungsbezirk Darmstadt, Landkreis Gießen
- ab 1974: Bundesrepublik Deutschland, Hessen, Regierungsbezirk Darmstadt, Landkreis Gießen, Stadt Staufenberg[Anm. 5]
- ab 1977: Bundesrepublik Deutschland, Hessen, Regierungsbezirk Darmstadt, Lahn-Dill-Kreis, Stadt Staufenberg
- ab 1979: Bundesrepublik Deutschland, Hessen, Regierungsbezirk Darmstadt, Landkreis Gießen, Stadt Staufenberg
- ab 1981: Bundesrepublik Deutschland, Hessen, Regierungsbezirk Gießen, Landkreis Gießen, Stadt Staufenberg

### Gerichte seit 1821

#### Materielles Recht
In Treis galt im 19. Jahrhundert kurhessisches Recht. Dieses behielt seine Geltung auch während der Zugehörigkeit des Ortes zum Großherzogtum Hessen ab 1866. Es wurde erst zum 1. Januar 1900 von dem einheitlich im ganzen Deutschen Reich geltenden Bürgerlichen Gesetzbuch abgelöst.

#### Gerichtsverfassung
Bis zur Trennung der Rechtsprechung von der Verwaltung (1807–1813 und endgültig 1822) waren die Ämter neben der Verwaltung für die Rechtsprechung (meist Niedere Gerichtsbarkeit bzw. Erste Instanz) zuständig. Mit Edikt vom 29. Juni 1821 wurden in Kurhessen Verwaltung und Justiz getrennt. Der Kreis Marburg war für die Verwaltung und das Justizamt Fronhausen war als Gericht in erster Instanz für Treis zuständig. In Treis wurde ein Assistenzamt eingerichtet, das 1833 als eigenständiges Justizamt Treis ausgegliedert wurde.
Im Großherzogtum Hessen gehörte Treis zum Bezirk des Landgerichts Gießen. Das Deutsche Gerichtsverfassungsgesetz von 1879 führte zu einer einheitlichen Gerichtsorganisation im ganzen Reich. Das Hofgericht Gießen wurde nun als „Landgericht Gießen“ zur übergeordneten „Zweiten Instanz“ in der Provinz Oberhessen, während die Gerichte erster Instanz in Amtsgericht umbenannt wurden.

## Bevölkerung

### Einwohnerstruktur 2011
Nach den Erhebungen des Zensus 2011 lebten am Stichtag dem 9. Mai 2011 in „Treis an der Lumda“ 2061 Einwohner. Darunter waren 105 (5,1 %) Ausländer. Nach dem Lebensalter waren 333 Einwohner unter 18 Jahren, 849 zwischen 18 und 49, 459 zwischen 50 und 64 und 417 Einwohner waren älter. Die Einwohner lebten in 942 Haushalten. Davon waren 309 Singlehaushalte, 267 Paare ohne Kinder und 276 Paare mit Kindern, sowie 81 Alleinerziehende und 12 Wohngemeinschaften. In 216 Haushalten lebten ausschließlich Senioren/-innen und in 627 Haushaltungen lebten keine Senioren/-innen.

### Einwohnerentwicklung
| Treis an der Lumda: Einwohnerzahlen von 1834 bis 2019 | Treis an der Lumda: Einwohnerzahlen von 1834 bis 2019 | Treis an der Lumda: Einwohnerzahlen von 1834 bis 2019 | Treis an der Lumda: Einwohnerzahlen von 1834 bis 2019 | Treis an der Lumda: Einwohnerzahlen von 1834 bis 2019 |
| --- | ----------------------------------------------------- | ----------------------------------------------------- | ----------------------------------------------------- | ----------------------------------------------------- |
| Jahr |                                                       |                                                       |                                                       | Einwohner                                             |
| 1834 | 1834                                                  |                                                       | 1.171                                                 | 1.171                                                 |
| 1840 | 1840                                                  |                                                       | 1.201                                                 | 1.201                                                 |
| 1846 | 1846                                                  |                                                       | 1.252                                                 | 1.252                                                 |
| 1852 | 1852                                                  |                                                       | 1.266                                                 | 1.266                                                 |
| 1858 | 1858                                                  |                                                       | 1.218                                                 | 1.218                                                 |
| 1864 | 1864                                                  |                                                       | 1.245                                                 | 1.245                                                 |
| 1871 | 1871                                                  |                                                       | 1.085                                                 | 1.085                                                 |
| 1875 | 1875                                                  |                                                       | 1.073                                                 | 1.073                                                 |
| 1885 | 1885                                                  |                                                       | 1.052                                                 | 1.052                                                 |
| 1895 | 1895                                                  |                                                       | 1.086                                                 | 1.086                                                 |
| 1905 | 1905                                                  |                                                       | 1.168                                                 | 1.168                                                 |
| 1910 | 1910                                                  |                                                       | 1.179                                                 | 1.179                                                 |
| 1925 | 1925                                                  |                                                       | 1.209                                                 | 1.209                                                 |
| 1939 | 1939                                                  |                                                       | 1.327                                                 | 1.327                                                 |
| 1946 | 1946                                                  |                                                       | 1.906                                                 | 1.906                                                 |
| 1950 | 1950                                                  |                                                       | 1.924                                                 | 1.924                                                 |
| 1956 | 1956                                                  |                                                       | 1.779                                                 | 1.779                                                 |
| 1961 | 1961                                                  |                                                       | 1.871                                                 | 1.871                                                 |
| 1967 | 1967                                                  |                                                       | 1.948                                                 | 1.948                                                 |
| 1980 | 1980                                                  |                                                       | ?                                                     | ?                                                     |
| 1990 | 1990                                                  |                                                       | ?                                                     | ?                                                     |
| 2000 | 2000                                                  |                                                       | ?                                                     | ?                                                     |
| 2011 | 2011                                                  |                                                       | 2.061                                                 | 2.061                                                 |
| 2016 | 2016                                                  |                                                       | 2.055                                                 | 2.055                                                 |
| 2019 | 2019                                                  |                                                       | 2.062                                                 | 2.062                                                 |
| Datenquelle: Historisches Gemeindeverzeichnis für Hessen: Die Bevölkerung der Gemeinden 1834 bis 1967. Wiesbaden: Hessisches Statistisches Landesamt, 1968. Weitere Quellen: LAGIS; Stadt Staufenberg; Zensus 2011 |                                                       |                                                       |                                                       |                                                       |

### Historische Erwerbstätigkeit
| • 1961: | Erwerbspersonen: 238 Land- und Forstwirtschaft, 488 Prod. Gewerbe, 106 Handel, Verkehr und Nachrichtenübermittlung, 122 Dienstleistungen und Sonstiges. |

## Religion

### Historische Religionszugehörigkeit
| • 1961: | 1486 evangelische, 372 römisch-katholische Einwohner |

### Jüdische Gemeinde

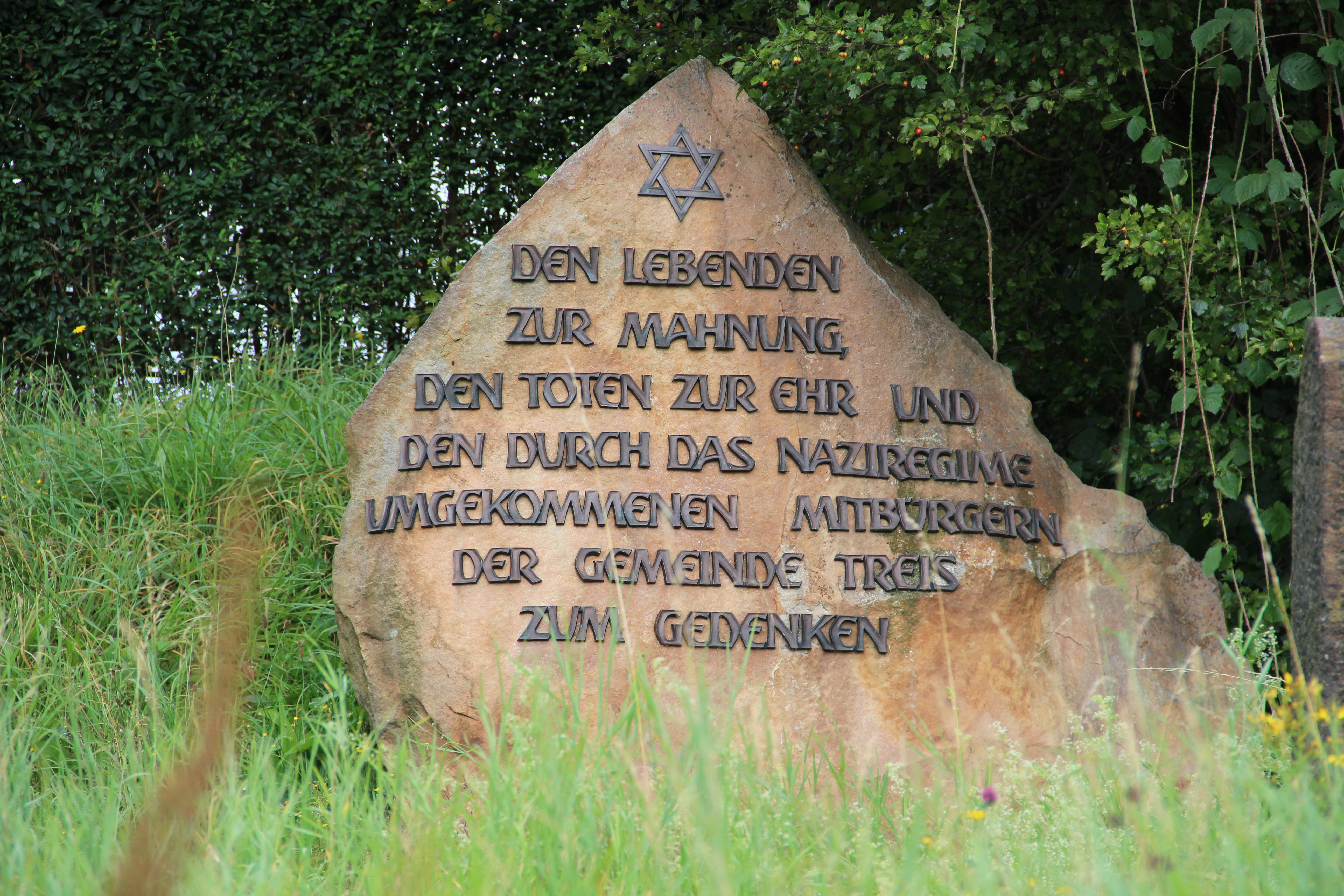
Gedenkstein auf dem Jüdischen Friedhof

In Treis an der Lumda werden im 17. Jahrhundert erstmals Juden erwähnt. 1861 lebten im Ort 72 jüdische Einwohner, die eine eigenständige jüdische Gemeinde mit eigener Begräbnisstätte bildeten. Deren Synagoge wurde 1829 erbaut und nach dem Zweiten Weltkrieg abgerissen. Der Jüdische Friedhof  ist erhalten.

## Politik

### Ortsbeirat
Für Treis an der Lumda besteht ein Ortsbezirk (Gebiete der ehemaligen Gemeinde Treis an der Lumda) mit Ortsbeirat und Ortsvorsteher nach der Hessischen Gemeindeordnung.
Der Ortsbeirat besteht aus fünf Mitgliedern. Bei den Kommunalwahlen in Hessen 2021 betrug die Wahlbeteiligung zum Ortsbeirat 60,78 %. Dabei wurden gewählt: ein Mitglied der SPD, zwei Mitglieder der CDU und zwei Mitglieder der Freien Wählern (FW). Der Ortsbeirat wählte Andreas Becker (FW) zum Ortsvorsteher.

### Wappen
Am 26. August 1970 wurde der Gemeinde Treis an der Lumda ein Wappen mit folgender Blasonierung verliehen: In Silber unter einem roten Schildhaupt ein mit einem silbernen Kirchturm belegter roter Pfahl, beseitet von je drei schwarzen in der Spitze einander zugeordneten Herzen.

## Kulturdenkmäler
- Die Kirche wurde im 13. Jahrhundert mit einem südlichen Flankenturm errichtet und vereint romanische mit gotischen Elementen.
- Am linken Flussufer liegt die Burg Ellhaus (Burg Milchling), die 1679 erweitert wurde.
- Am rechten Ufer steht ein burgartig befestigter Hof, die Burg Treis, genannt „Burg am Wasser“, mit Ringmauer, Eckturm und Rundturm. Der Bau war später Amthaus und Sitz des bis 1866 bestehenden Justizamtes Treis.
- Die alte Försterei war vormals das Verwaltungsgebäude der Adelsfamilie Schutzbar genannt Milchling.

## Verkehr

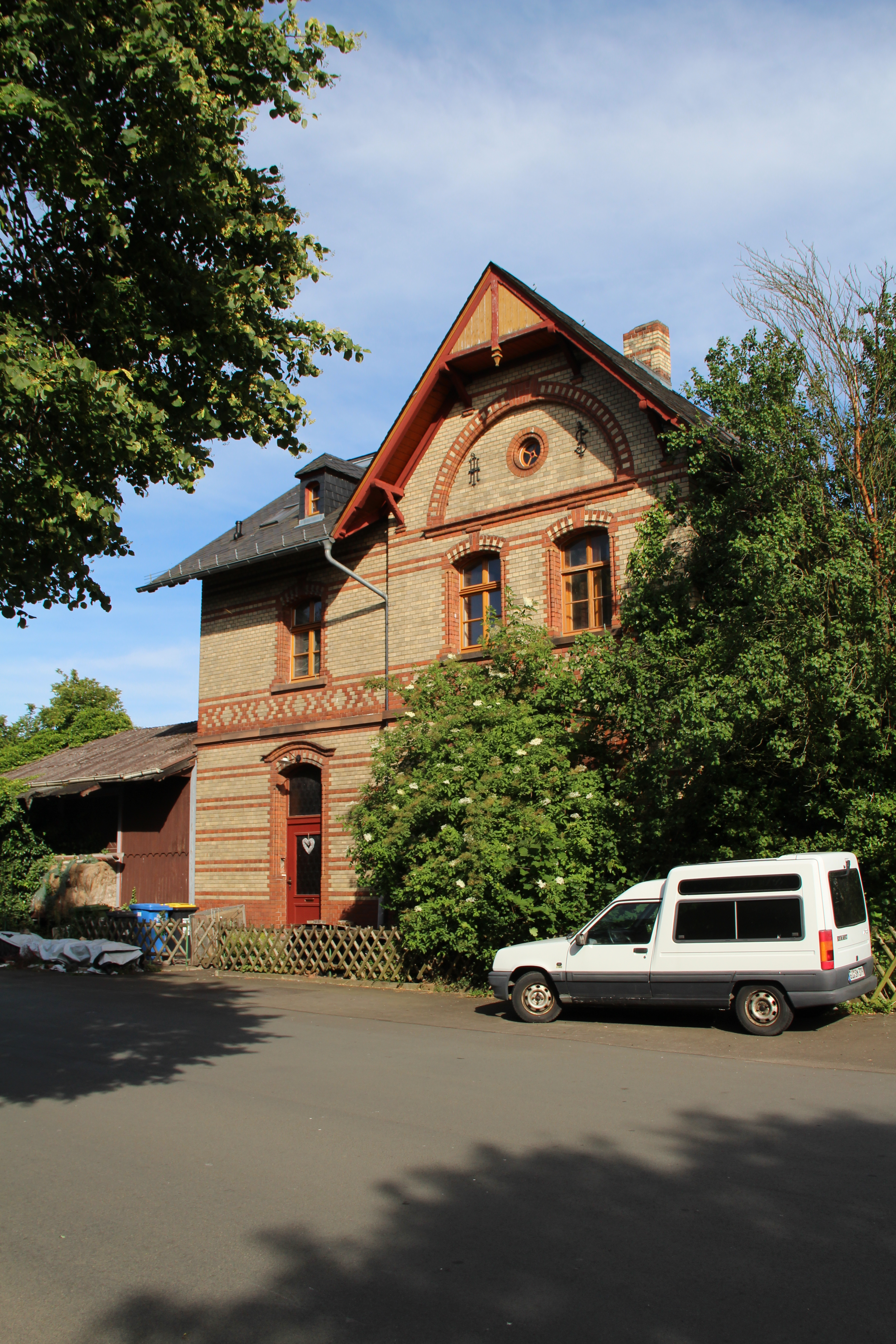
Ehem. Bahnhof

Der Ort Treis hatte einen Bahnhof an der Lumdatalbahn (Lollar-Grünberg), die 1902 erbaut und im Personennahverkehr am 30. Mai 1981 stillgelegt wurde. Derzeit ist eine Reaktivierung der Bahnstrecke mit einem Haltepunkt in Treis geplant. Seit den 1970er Jahren besteht außerdem ein Busanschluss über Staufenberg und Lollar (mit Anschluss an die Main-Weser-Bahn) nach Gießen; heute (Stand 2022) wird diese Strecke von der Buslinie 371 des Rhein-Main-Verkehrsverbundes bedient, die von Londorf nach Gießen verkehrt.
Durch Treis verläuft der Radwanderweg Lumda-Wieseck, der in Lollar Anschluss an den Lahntalradweg hat.

## Persönlichkeiten
- Wolfgang Schutzbar genannt Milchling (um 1530–1567), von 1558 bis 1567 Fürstabt der Reichsabtei Fulda
- Wilhelm Butte (1772–1833), Gymnasiallehrer, Prinzenerzieher, Pfarrer, Professor für Statistik, königlich preußischer Regierungsrat
- Hermann Friedrich Kessler (1816–1897), Lehrer und Naturforscher
- Heinrich Will[29] (1895–1943), Kunstmaler
- Thomas Hettche (* 1964), Schriftsteller